# Julius Meinl
Julius Meinl AG er et ledende fabrikant og detailforhandler af kaffe, gourmetmad og andre levnedsmidler, baseret i Wien. Foretagendet har fået sit navn efter Julius Meinl-familien og især grundlæggerne Julius Meinl I og Julius Meinl II.
Julius Meinl III overdrog kontrollen over gruppen til sin søn i 1987.
Detaildelen af gruppen undtaget det højprofilerede flagskib i midten af Wien blev solgt til Rewe af Julius Meinl V i 1998/1999.

## Ekstern henvisning
- Wikimedia Commons har flere filer relateret til Julius Meinl
- Julius Meinl hjemmeside